# Liste der Biografien/Vag
Liste der Biografien |
Portal Biografien |
Personensuche
# |
A |
B |
C |
D |
E |
F |
G |
H |
I |
J |
K |
L |
M |
N |
O |
P |
Q |
R |
S |
T |
U |
V |
W |
X |
Y |
Z |
?
 
Va |
Vd |
Ve |
Vh |
Vi |
Vj |
Vl |
Vn |
Vo |
Vr |
Vs |
Vt |
Vu |
Vy
 
Vaa |
Vab |
Vac |
Vad |
Vae |
Vaf |
Vag |
Vah |
Vai |
Vaj |
Vak |
Val |
Vam |
Van |
Vap |
Vaq |
Var |
Vas |
Vat |
Vau |
Vav |
Vaw |
Vax |
Vay |
Vaz
Die Liste der Biografien führt alle Personen auf, die in der deutschsprachigen Wikipedia einen Artikel haben. Dieses ist eine Teilliste mit 54 Einträgen von Personen, deren Namen mit den Buchstaben „Vag“ beginnt.

## Vag

### Vaga
- Vaga, Perino del (1501–1547), italienischer Maler
- Vagabon (* 1992), kamerunisch-US-amerikanische Singer-Songwriterin
- Vagaggini, Cipriano (1909–1999), italienischer Benediktiner und Liturgiewissenschaftler
- Vågan, Ole Morten (* 1979), norwegischer Jazzmusiker
- Vaganay, Hugues (1870–1936), französischer Bibliothekar, Romanist und Literaturwissenschaftler
- Vaganée, Frank (* 1966), belgischer Jazz-Saxophonist
- Vaganian, Rafael (* 1951), armenischer SchachspielerRafael Vaganian (* 1951)

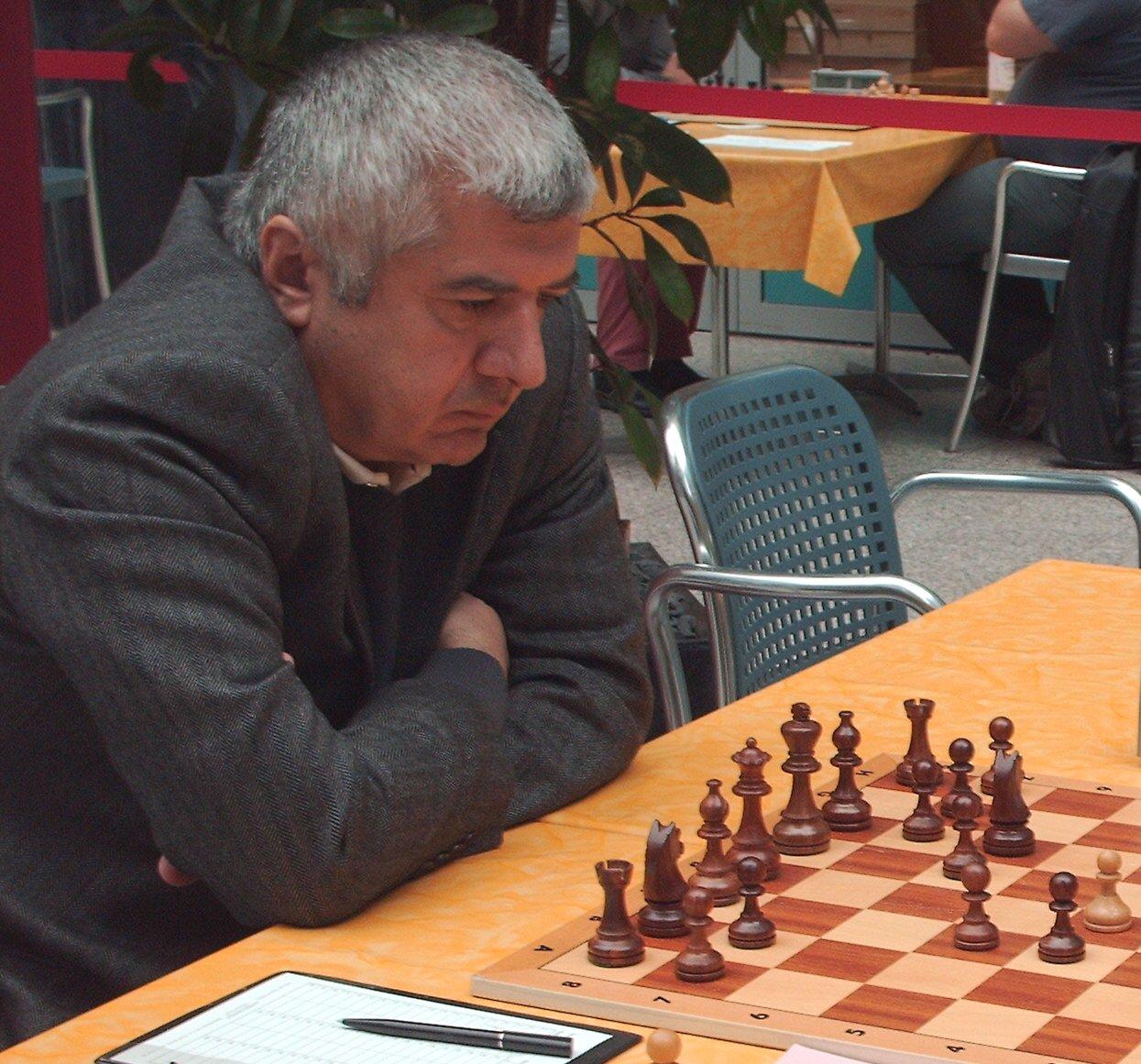
Rafael Vaganian (* 1951)

### Vagb
- Vågberg, Lars (* 1967), norwegischer Curler und Olympiasieger
- Vagbhata, indischer Arzt

### Vage
- Vagedes, Adolph von (1777–1842), deutscher Architekt, Stadtplaner und Dichter
- Vagedes, Bruno (1903–1977), deutscher Politiker (CDU), MdL
- Vagedes, Clemens August von († 1795), deutscher Baumeister
- Vagedes, Johannes († 1663), Generalvikar im Bistum Münster
- Vageler, Paul (1882–1963), deutsch-brasilianischer Bodenkundler
- Vagelos, P. Roy (* 1929), US-amerikanischer Mediziner, Biochemiker und Manager
- Vågenes, Kevin (* 1986), norwegischer Comedian, Schauspieler und Drehbuchautor
- Vågeng, Sigrun (* 1950), norwegische Behördenleiterin und Verbandsfunktionärin
- Vaget, Bernhard (1548–1613), deutscher lutherischer Theologe
- Vaget, Hans Rudolf (* 1938), deutscher Germanist

### Vagg
- Vagg, Bob (* 1940), australischer Langstreckenläufer
- Vaggers, Mel (* 1982), britische Biathletin
- Väggö, Björne (* 1955), schwedischer Degenfechter

### Vagi
- Vági, István (1883–1938), ungarischer kommunistischer Politiker
- Vagiannidis, Georgios (* 2001), griechischer Fußballspieler
- Vagioli, Astolfo, italienischer Barockmaler

### Vagl
- Vagliano, Panayis (1814–1902), griechischer Reeder und Mäzen
- Vaglienti, Piero, florentinischer bzw. pisanischer Kaufmann und Sammler von Reiseberichten
- Vaglieri, Attilia (1891–1969), italienische Architektin
- Vaglieri, Dante (1865–1913), italienischer Archäologe und Epigraphiker
- Vaglio, Sergio-Maurice (* 1971), Schweizer Musicaldarsteller und Popsänger

### Vagn
- Vágner Love (* 1984), brasilianischer Fußballspieler
- Vagner, Alexandru (1989–2022), rumänischer Fußballspieler
- Vágner, Robert (* 1974), tschechischer Fußballspieler
- Vagneris, Artūras, litauischer Fußballspieler
- Vagnoman, Josha (* 2000), deutscher FußballspielerJosha Vagnoman (* 2000)

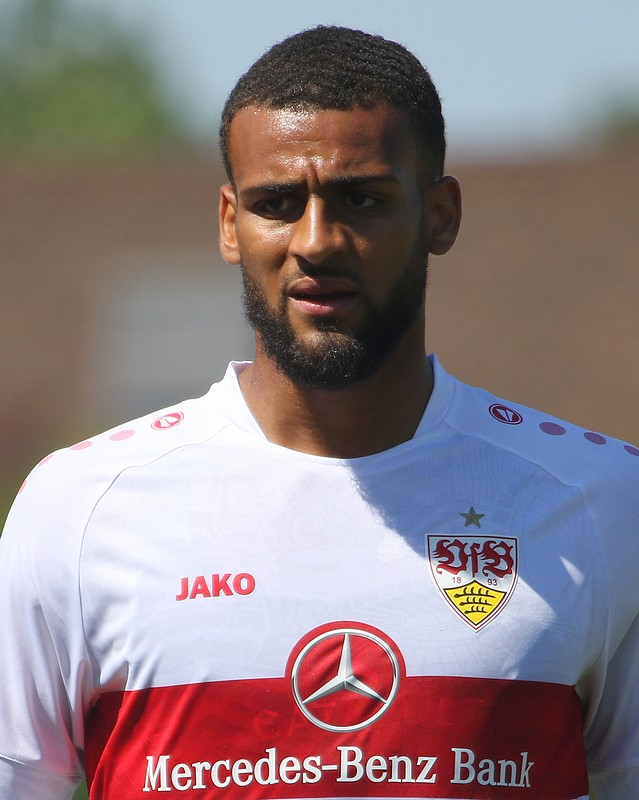
Josha Vagnoman (* 2000)

- Vagnorius, Gediminas (* 1957), litauischer Politiker und Premierminister (1991, 1992 und 1996–1999)
- Vagnozzi, Aldo (1925–2009), US-amerikanischer Politiker
- Vagnozzi, Antonio (* 1950), italienischer Astronom
- Vagnozzi, Egidio (1906–1980), italienischer Kardinal der römisch-katholischen Kirche
- Vagnozzi, Simone (* 1983), italienischer Tennisspieler

### Vago
- Vágó, Antal (1891–1944), ungarischer Fußballspieler
- Vágó, Fanny (* 1991), ungarische Fußballspielerin
- Vago, Pierre (1910–2002), französischer Architekt und Architekturkritiker, Herausgeber, Generalsekretär der UIA
- Vago, Raphael (* 1946), rumänisch-israelischer Historiker und Antisemitismusforscher

### Vagr
- Vagramov, Alexandra (* 2001), kanadische Tennisspielerin
- Vagris, Jānis (1930–2023), sowjetischer bzw. lettischer Politiker

### Vags
- Vågslid, Lene (* 1986), norwegische Politikerin

### Vagt
- Vagt, Sigrid (* 1941), deutsche Übersetzerin
- Vagts, Alfred (1892–1986), deutschamerikanischer Historiker
- Vagts, Detlev F. (1929–2013), amerikanischer Jurist, Professor an der Harvard University
- Vagts, Erich (1896–1980), deutscher Politiker (DNVP), MdBB, Senator und Regierender Bürgermeister

### Vagu
- Vagul, Kaimar (* 2007), estnischer Skispringer

### Vagv
- Vágvölgyi, Tímea (* 1975), ungarisches Erotikmodel, Wrestlerin und Pornodarstellerin

### Vagy
- Vágyóczky, Imre (1932–2023), ungarischer Kanute